# 投機黨

在2017年大选期间使用的投機黨黨徽。

投機黨（The Opportunities Party）是新西兰的中间派政党。它由紐西蘭经济学家和慈善家加雷斯·摩根（Gareth Morgan）于2016年创立。该党以“基于证据”的政策为基础，该政策由“环境阵线和中心”，“住房成本必須降低”，“全民基本收入”（UBI）和“蓬勃发展的机会”。在2017年大选期间，投機黨僅赢得了2.4％的选票，因此在新西兰众议院没有赢得任何席位。自2018年末以来，该党一直由加雷斯·摩根领导。他宣布，该党打算参加2020年大选，在全国各地竞选数名候选人，该党利用类似但“更新”的“ 循证政策 ”。

## 主要人物

### 领导
|   | 名称                         | 肖像 | 假设办公室    | 任期           | 備注       |
| - | ---------------------------- | ---- | ------------- | -------------- | ---------- |
| 1 | 加雷斯·摩根（Gareth Morgan） |      | 2016年11月4日 | 2017年12月14日 | 党的创始人 |
| 2 | 杰夫·西蒙斯                  |      | 2018年8月18日 | 当下           |            |